# Gundars Celitāns
Gundars Celitāns est un joueur letton de volley-ball né le 14 juin 1985 à Daugavpils. Il mesure 2,00 m et joue attaquant.
Pour sa première saison en France, il réalise des performances de très haut niveau, progressant tout au long de la saison et étant nommé dans l'équipe type de l'année de la Pro A masculine avec une moyenne de 21,5 points par match. Sa puissance dans les smashes et les services est son principal atout, mais le jeune Letton n'est pas maladroit dans l'exercice du contre.
Pour le journal "L'Équipe", "la pro A n'a pas vu de tel phénomène depuis belle lurette", "sa puissance en attaque et au service ainsi que la fulgurance de ses progrès ont marqué la pro A".

## Clubs
| Club                  | De        | À         |
| --------------------- | --------- | --------- |
| Lase-R Riga           |           | 2006-2007 |
| AS Cannes             | 2007-2008 | 2007-2008 |
| Lokomotiv Belgorod    | 2008-2009 | 2008-2009 |
| Ziraat Bankası Ankara | 2009-2010 | 2011-2012 |
| Pallavolo Modène      | 2012-2013 | 2012-2013 |
| Istanbul BB           | 2013-2014 | 2014-2015 |
| Woori Card Wibee      | 2015-2016 | 2015-2016 |

## Palmarès
- Coupe de la CEV (1)
  - Vainqueur : 2009.
- Ligue Schenker
  - Finaliste : 2007.
- Championnat de Lettonie (2)
  - Vainqueur : 2006, 2007
- Coupe de Lettonie (1)
  - Vainqueur : 2004
- Coupe de Turquie (1)
  - Vainqueur : 2010
  - Finaliste : 2009
- Supercoupe de Turquie (1)
  - Vainqueur : 2010